# Okręg Le Raincy
Okręg Le Raincy (fr. Arrondissement du Raincy) – okręg w północnej Francji. Populacja wynosi 536 tysięcy.

## Podział administracyjny
W skład okręgu wchodzą następujące kantony:
- Aulnay-sous-Bois-Nord,
- Aulnay-sous-Bois-Sud,
- Blanc-Mesnil,
- Gagny,
- Livry-Gargan,
- Montfermeil,
- Neuilly-Plaisance,
- Neuilly-sur-Marne,
- Noisy-le-Grand,
- Le Raincy,
- Sevran,
- Tremblay-en-France,
- Villepinte.